# رسم قصصي

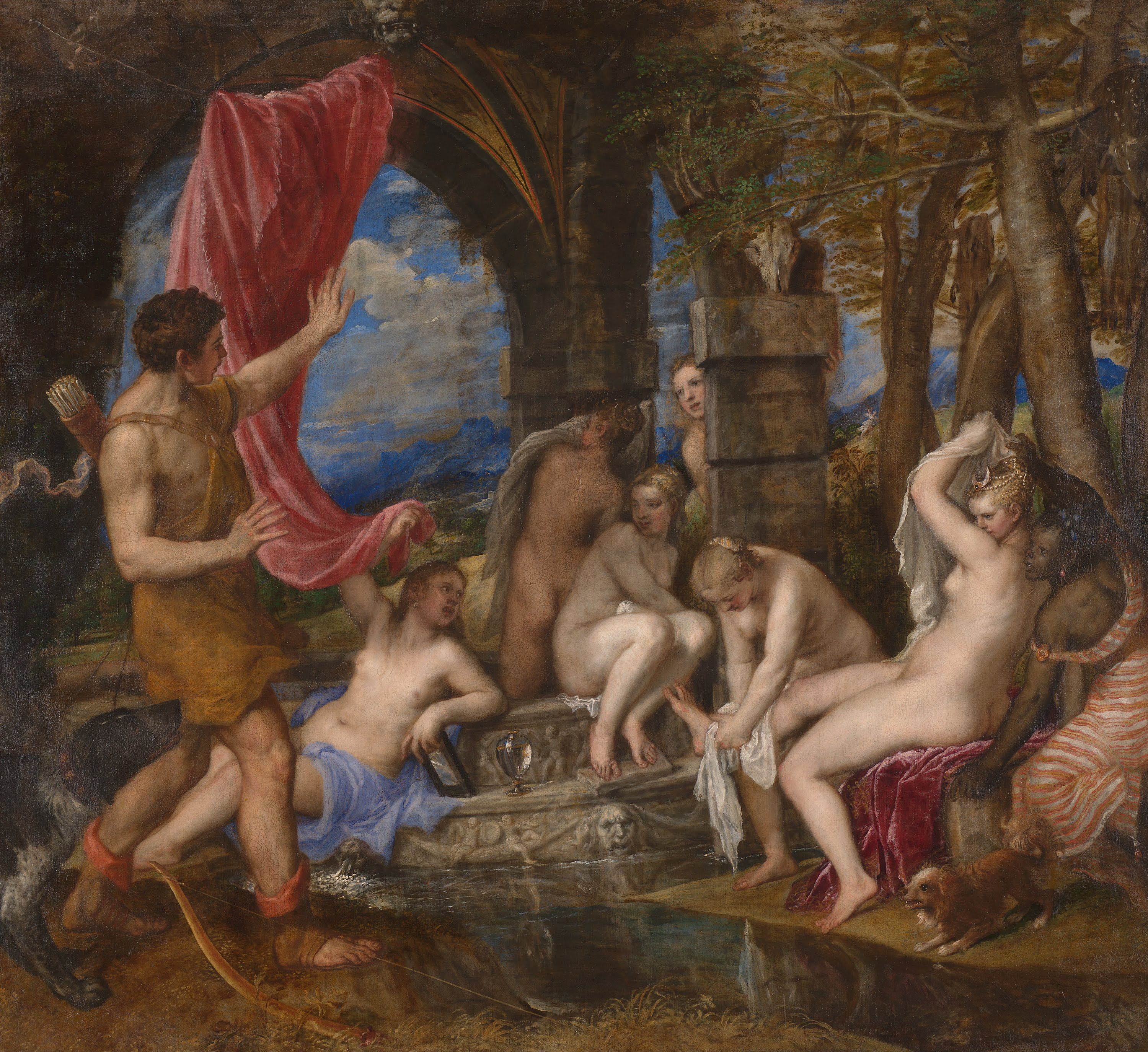
ديانا وأكتايون للرسام تيتيان، 1556-1559، إحدى لوحات الرسم القصصي التقليدية والتي تظهر لحظة حاسمة في قصة اسطورية وفيها عناصر بشرية ومشاهد طبيعة وعناصر ساكنة.

الرسم القصصي، أو الرسم التاريخي، هو نوع أدبي يهتم بموضوع العمل الفني بدلا من الأسلوب الفني المستعمل. بالعادة، يصف الرسم القصصي لحظة معينة من قصة سردية، بدلا من مشهد محدد وساكن الذي يمثله الرسم الشخصي أو الطبيعي. تحتوى أكثرية الرسومات القصصية على شخصيات عديدة. ويمكن لهذا النوع من الرسومات أن تشمل القصص الدينية أو الأساطير والحكايات الرمزية. ولمدة طويلة، كانت هذه الأنواع من الرسومات أهم أنواع الرسم مثل رسم سقف كنيسة سستينا لمايكل أنجلو، وبخاصة الرسومات الضخمة التي كانت ترسم قبل القرن التاسع عشر. وتشمل هذه الأعمال العديد من اللوحات الزيتية والأعمال الجصية التي أنتجت بين فترة عصر النهضة وأواخر القرن التاسع عشر. وبعدها، لم يستعمل هذا التعبير حتى للأعمال التي تنطبق على تعريفها.
ويعتبر الرسم القصصي من أعظم فنون العالم الغربي ويجلس على مكانة عالية في سلم أولويات أنواع الفنون ويعتبر مماثلا لمكانة الملاحم في الأدب المكتوب. في كتابه «لا بيكتورا» (الصورة)، اعتبر ليون باتيستا ألبرتي أن الرسم القصصي الذي يحتوي على شخصيات متعددة هو أنبل أنواع الفنون لصعوبته التي تتطلب حيازة كل المهارات الفنية لأنها شكل من أشكال المرئيات التاريخية ولأانها الأقدر على شد انتباه الناظر إليها. كما يشدد على ضرورة ايضاح تعابير ومقاصد الشخصيات عن طريق توضيح الإيماءات والتعابير الجسمية.
في القرن العشرين، تحول معنى الفن القصصي الأعمال القنية ليدل على الأعمال الفنية التي ترسم أحداث تاريخية علمانية ولا تتطرق للدين أو الأساطير.

## مكانته
اعتُبر الرسم القصصي تقليديًا أسمى أشكال الرسم الغربي، واحتل مكانة مرموقة ضمن التسلسل الهرمي للأنواع الفنية، وصُنف بشكل مماثل للملحمة في الأدب. اعتبر ليون باتيستا ألبيرتي في كتابه دي بيكتورا عام 1436 أن اللوحة القصصية متعددة الشخصيات هي أنبل أشكال الفن، كونها الأصعب، ولما تتطلبه من إتقان لجميع المهارات، فهي تعد شكلًا مرئيًا للتاريخ، ولديها إمكانيات كبيرة لجذب المشاهد. ركز على تصوير التفاعلات بين الشخصيات من خلال الإيماءات والتعابير.
بقي هذا الرأي سائدًا حتى القرن التاسع عشر، ثم بدأت الحركات الفنية تناضل ضد إنشاء مؤسسات الفن الأكاديمي، والتي استمرت بإخلاصها لها. لكن في نفس الوقت، كان هناك اهتمام متزايد في أواخر القرن الثامن عشر بتصوير لحظات من الدراما التاريخية من التاريخ الحديث أو المعاصر، والتي كانت مقيدة إلى حد كبير بالفن العسكري، ومشاهد التنازلات الرسمية، وما شابه ذلك. حظيت المشاهد التاريخية القديمة بشعبية كبيرة في عصر النهضة، وأصبحت شائعة مرة أخرى في فترتي الباروكية والروكوكو، ثم ازدادت شهرةً مع ظهور الحركة الكلاسيكية الحديثة. قد يشير المصطلح، في القرن التاسع عشر أو القرن العشرين، إلى اللوحات التي صورت مشاهد من التاريخ العلماني خصوصًا، بدلًا من القصص الدينية أو الأدب أو الأساطير.

## تطوره

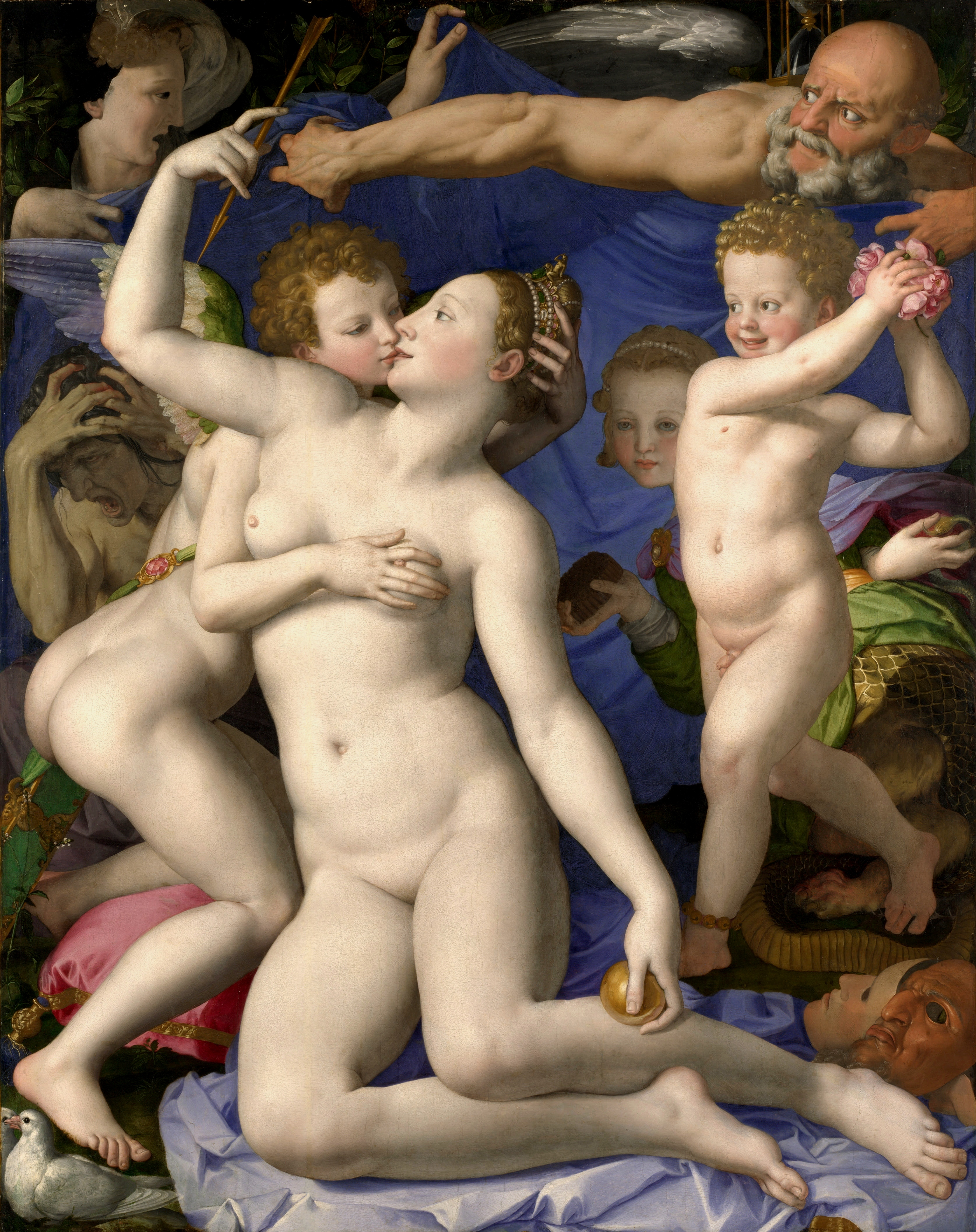
أنجيلو برونزينو - الزهرة، كيوبيد، الحماقة والوقت - المعرض الوطني، لندن

لا يُستخدم المصطلح عمومًا في تاريخ الفن لوصف الرسم في العصور الوسطى، على الرغم من تطور الأساليب الغربية في مذابح الكنيسة، والتصوير الجصي (فريسكو)، وغيرها من الأعمال، بالإضافة إلى المنمنمات في تذهيب الكتب. جاء بالمقدمة في لوحات عصر النهضة الإيطالية، إذ أُنتجت سلسلة من الأعمال الطموحة بشكل متزايد، كان العديد منها دينيًا، وخاصة في فلورنسا، التي ضمت في الواقع مشاهد تاريخية شبه معاصرة، ومجموعة من اللوحات الفنية الضخمة، مثل: معركة سان رومانو للفنان باولو أوتشيلو، ومعركة كاسينا لميكيلانجيلو، ومعركة أنغياري لليوناردو دا فينشي، ولم يكتمل أي منها. تمتعت المشاهد من التاريخ القديم والأساطير بشعبية أيضًا. تابع كتّاب مثل ألبيرتي، ومن بعده جورجو فازاري في كتابه حياة الفنانين، الرأي العام والفني في الحكم على أفضل الرسامين من خلال إنتاجهم لأعمال كبيرة من اللوحات القصصية (رغم أن العمل الحديث الوحيد -ما بعد الكلاسيكية- الموصوف في كتاب لا بيكتورا هو فسيفساء السفن الصغيرة الضخمة لجوتو دي بوندوني). استمر الفنانون طوال قرون بالسعي لصنع الشهرة من خلال إنتاج مثل هذه الأعمال، وكثيرًا ما أهملوا الأنواع الأخرى التي كانت مناسبة أكثر لمواهبهم.
كان هناك بعض الاعتراض على هذا المصطلح، إذ فضل العديد من الكتّاب مصطلحات مثل «اللوحة الشعرية»، أو أرادوا التمييز بين الإيستوريا «الحقيقية»، التي تغطي التاريخ بما في ذلك المشاهد التوراتية والدينية، والفابولا، التي تغطي الوثنية والقصة الرمزية ومشاهد من الخيال، والتي لا يمكن اعتبارها حقيقية. لطالما اعتبرت أعمال رفائيل الكبيرة، بالإضافة إلى أعمال ميكيلانجيلو، أفضل النماذج الممثلة لهذا النوع.
مُزجت القصص الرمزية والمشاهد التاريخية معًا في غرف رافائيل الأربعة في القصر الرسولي (قصر الفاتيكان)، وظهر الرسم القصصي في رسوم رافائيل الكاريكاتورية التي احتوت على مشاهد من الأناجيل مرتبطة بعصر النهضة العليا. في أواخر عصر النهضة والباروك، تحولت اللوحات التاريخية إلى مشاهد بانورامية للمعركة مع الملك المنتصر، أو الجنرال المتجول على حصانه المصحوب بحاشيته، أو مشاهد رسمية من الاحتفالات، استطاع بعض الفنانين صنع تحف فنية رغم عدم توفر المواد المطلوبة، كما فعل دييغو فيلاثكيث في لوحة استسلام بريدا.

صُممت صياغة مؤثرة للتسلسل الهرمي للأنواع الفنية، تُؤكد أن اللوحة التاريخية كانت الأسمى من قبل أندريه فيليبيان في عام 1667، وهو مؤرخ ومهندس وواضع نظرية الكلاسيكية الفرنسية، التي اعتُبرت في ما بعد البيانَ الكلاسيكي لنظرية القرن الثامن عشر:
هو الذي ينتج مناظر طبيعية مثالية بخلاف الذي ينتج الفاكهة أو الزهور أو الصدف فقط. هو من يرسم الحيوانات الحية أكثر من أولئك الذين يصورون الأشياء الميتة فقط دون أي حركة، وبما أن الإنسان هو أكثر أعمال الله كمالًا على الأرض، من المؤكد أيضًا أن من يصبح مقلدًا لله في تمثيل الشخصيات البشرية سيكون على قدر من الروعة أكثر من غيره بكثير... بقي الرسام الذي لا يصور سوى اللوحات الفنية لا يتمتع بدرجات عالية من الكمال في فنه، ولا يمكن أن يتوقع المراتب العالية بسبب وجود أشخاص أكثر مهارة. لذلك يجب أن ينتقل من تمثيل شخصية واحدة إلى عدة شخصيات معًا؛ إذ عليه تصوير التاريخ والأساطير؛ وتمثيل الأحداث العظيمة كالمؤرخين أو الشعراء، ويجب أن يتمتع بمهارة لتغطية ما تحت الأساطير، مثل فضائل الرجال العظماء في الروايات والألغاز التي يكشفونها.
تزايد الطلب على اللوحات التاريخية بحلول أواخر القرن الثامن عشر، مع تراجع مكانة الرسم الديني والأسطوري، بما في ذلك التاريخ المعاصر. كان السبب في ذلك جزئيًا تغير اتجاه الجمهور نحو اللوحات الطموحة، ما جعل شهرتها تزداد بشكل كبير في المعارض العامة بدلًا من إقناع أصحاب القصور، والمباني العامة، وزوارها. بقي التاريخ الكلاسيكي شائعًا، لكن المشاهد من التاريخ الوطني كانت الأفضل تقبلًا للناس في كثير من الأحيان.

## معرض لصور قصصية

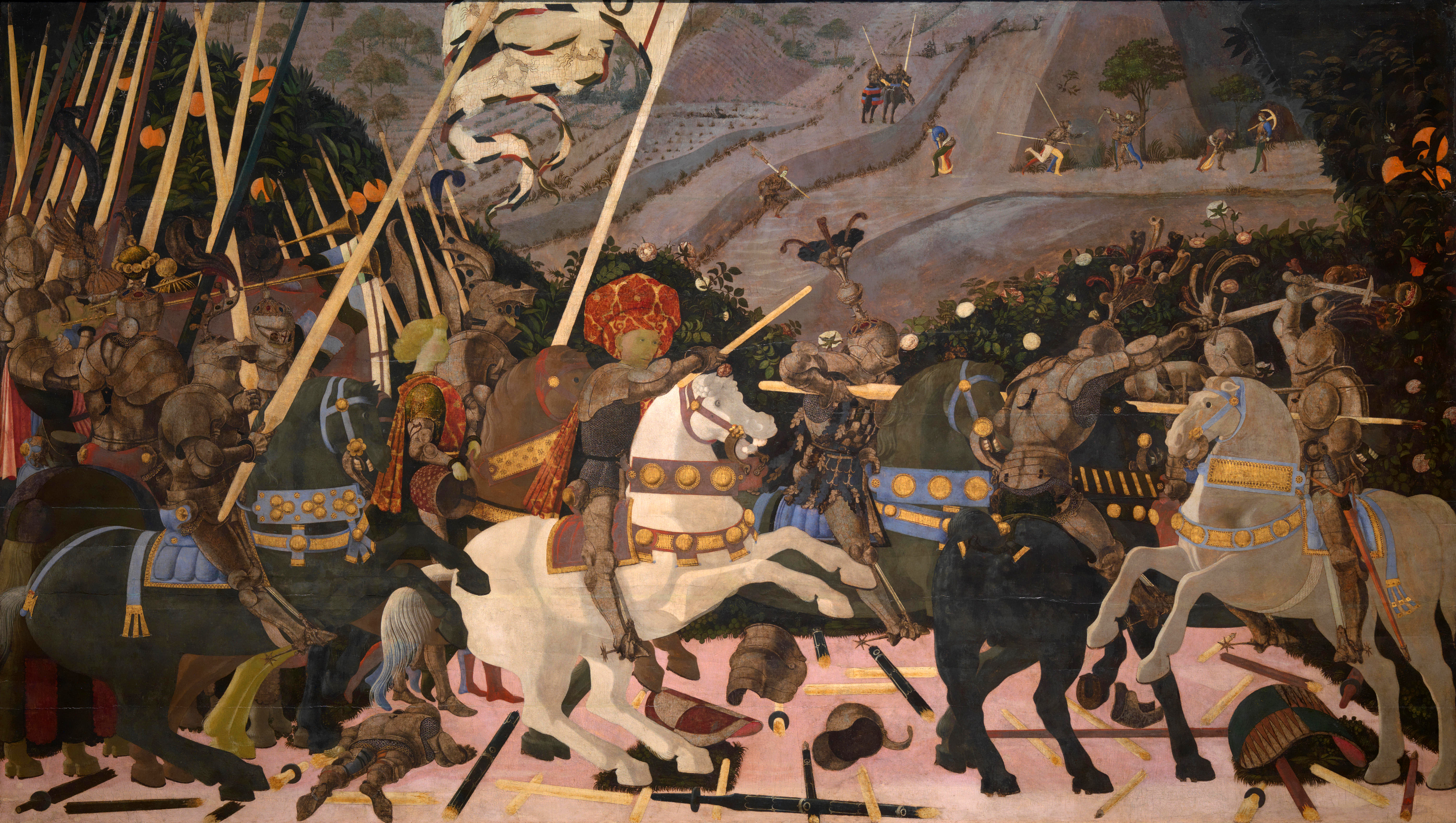
معركة سان رومانو لباولو أوكسيلو، 1438-1449
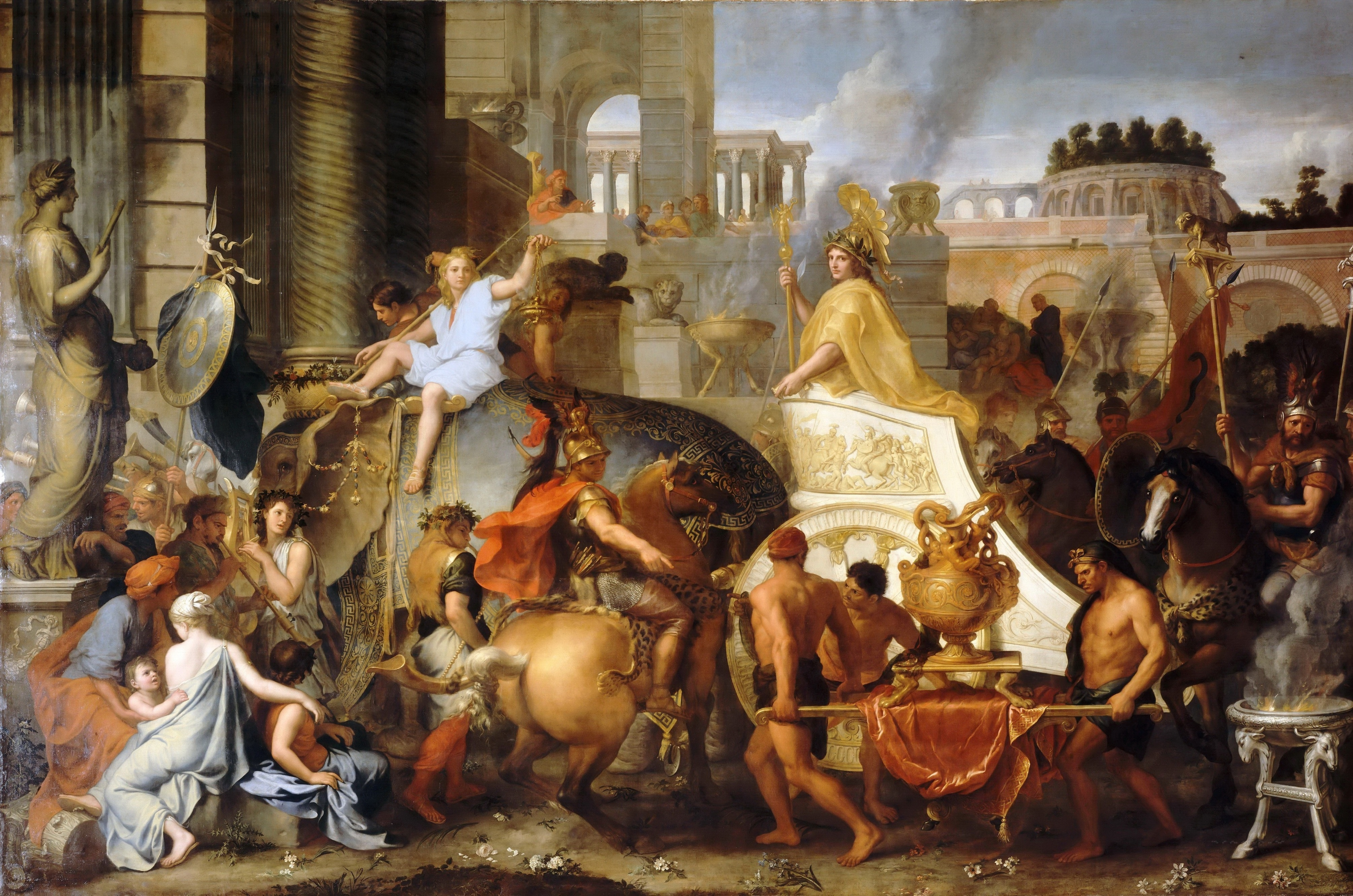
دخول الإسكندر لمدينة بابل، لشارلز برون، 1664
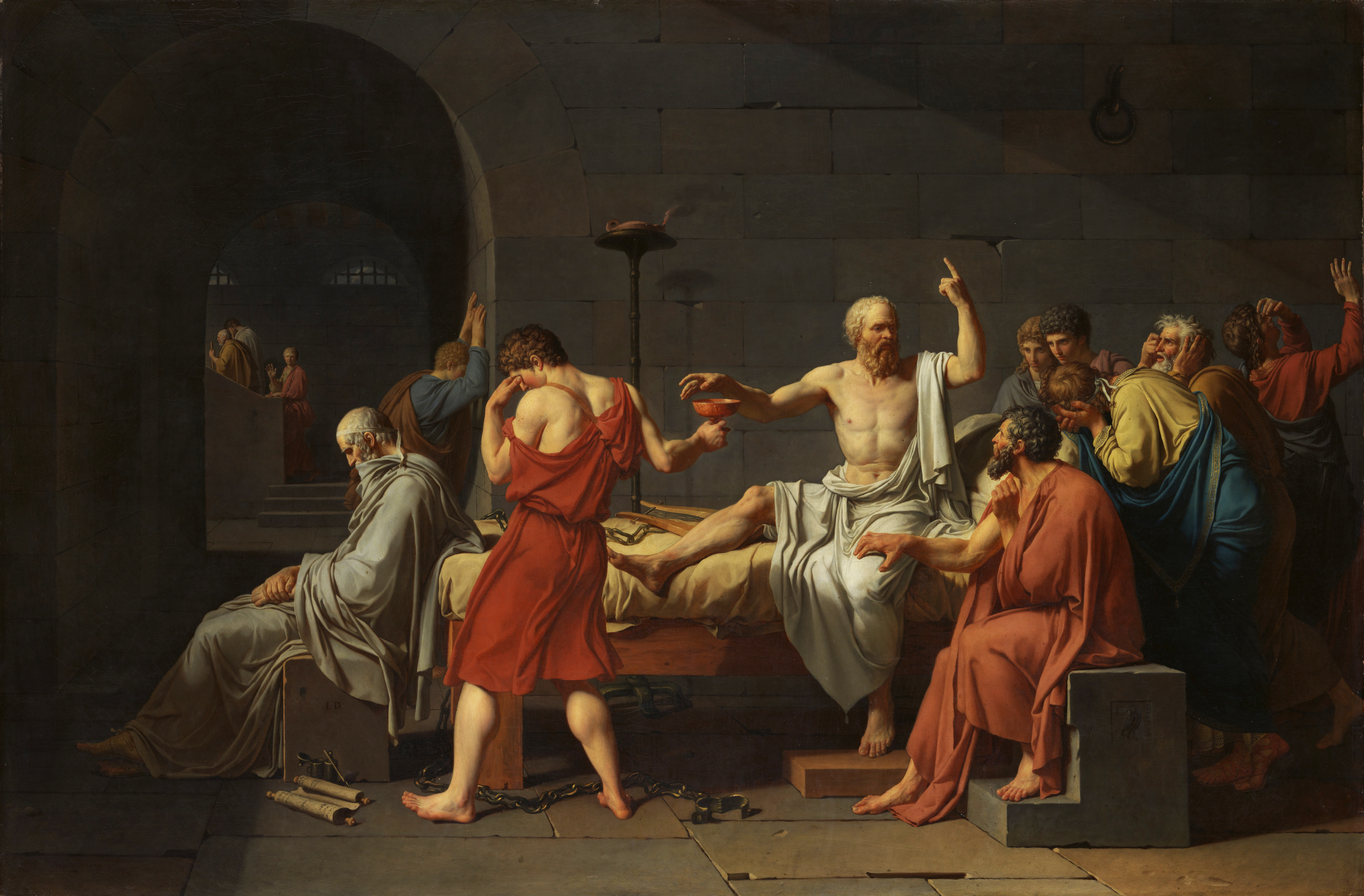
موت سقراط لجاك لوي دافيد، 1787، موجودة في العهد العالي للفنون الجميلة، باريس
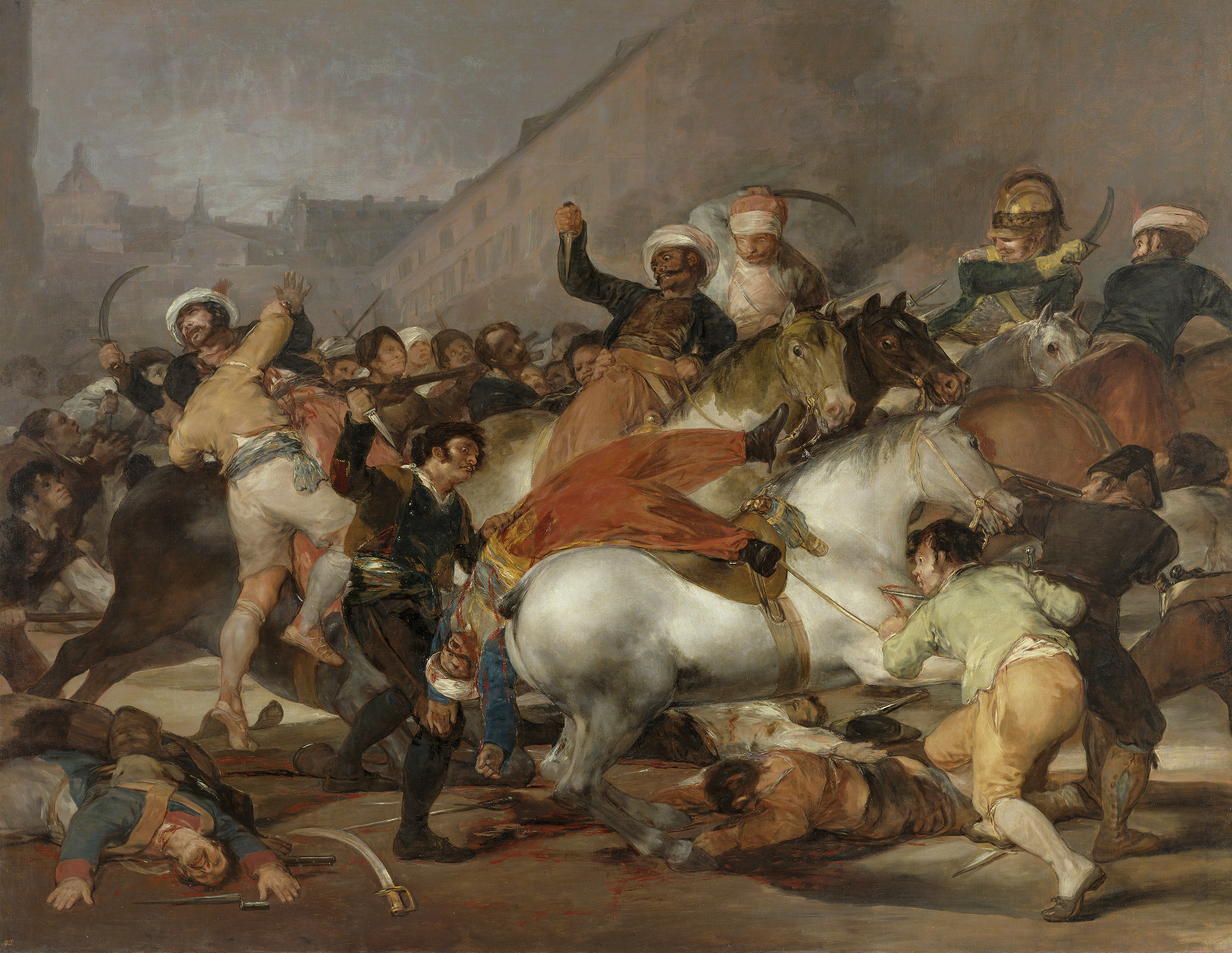
الثاني من ماية 1808، لفرانسيسكو دي غويا، 1814، موجودة في متحق برادو، مدريد
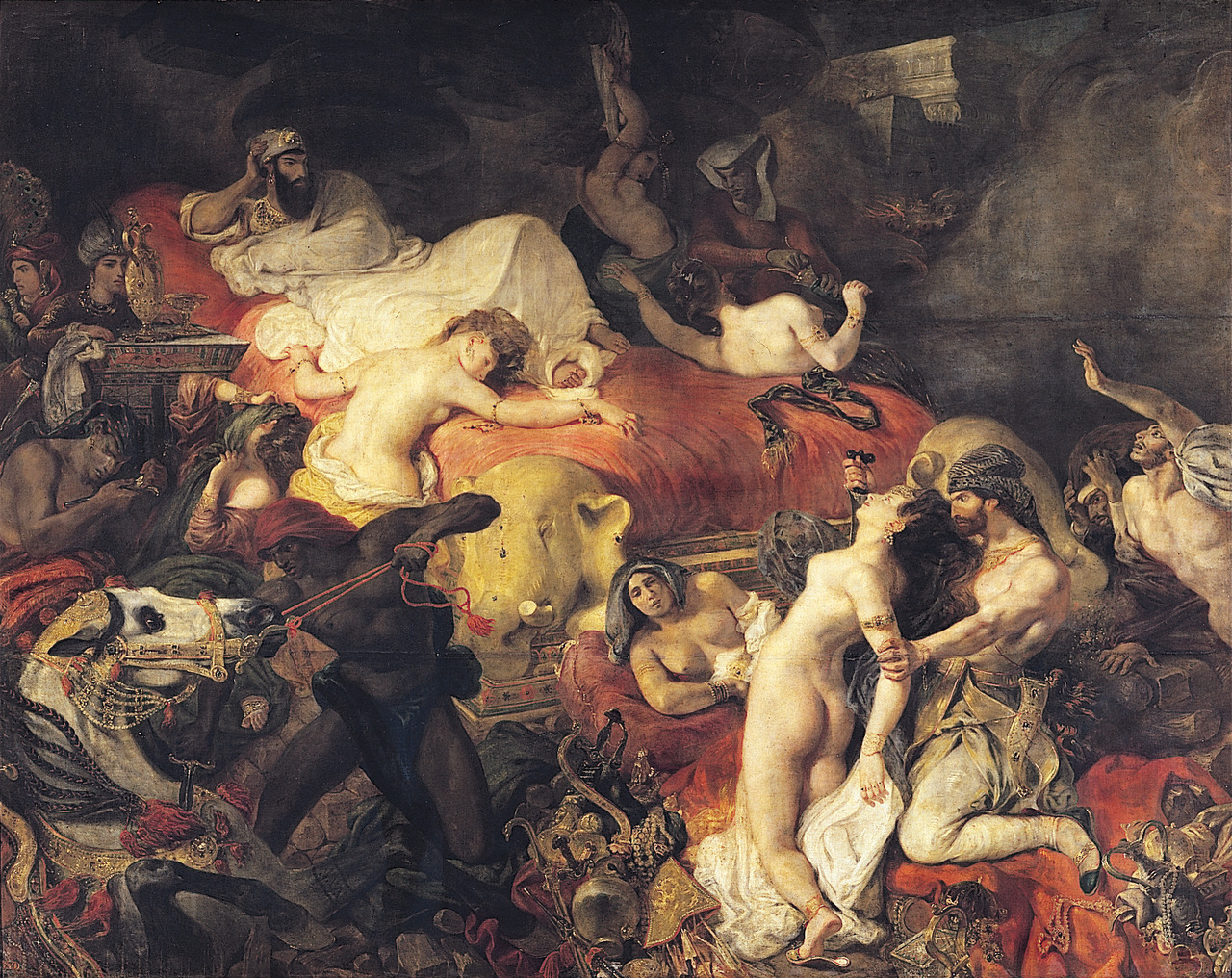
موت ملك الأشوريون لأجين ديلاكروا، 1827، موجودة في متحف اللوفر
أخر يوم في بومبي بريشة كارل بريلوف، 1827-1833
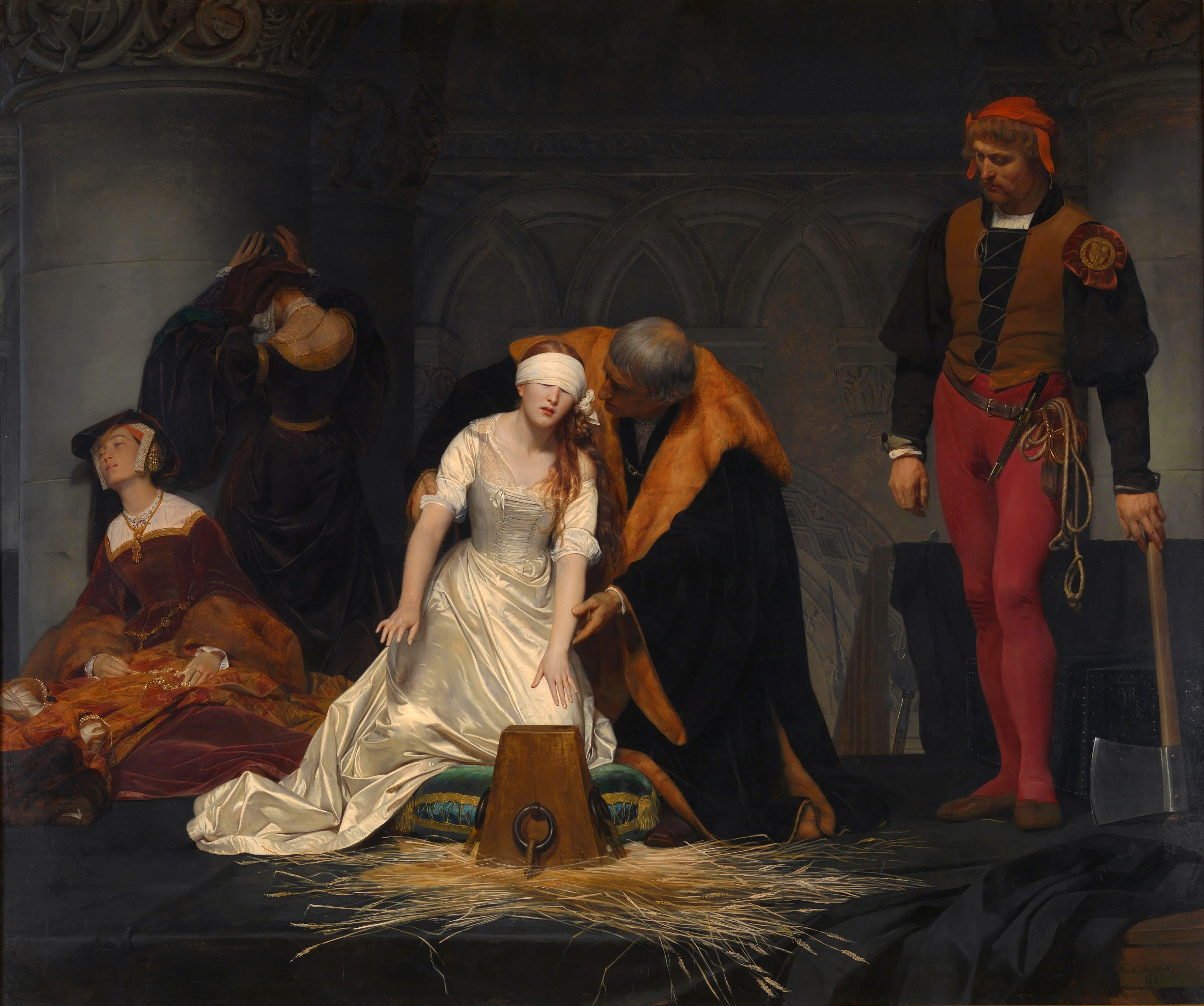
اعدام السيدة جاين كراي بريشة بول ديلاروس، 1833، الموجودة في المتحف الوطني في لندن
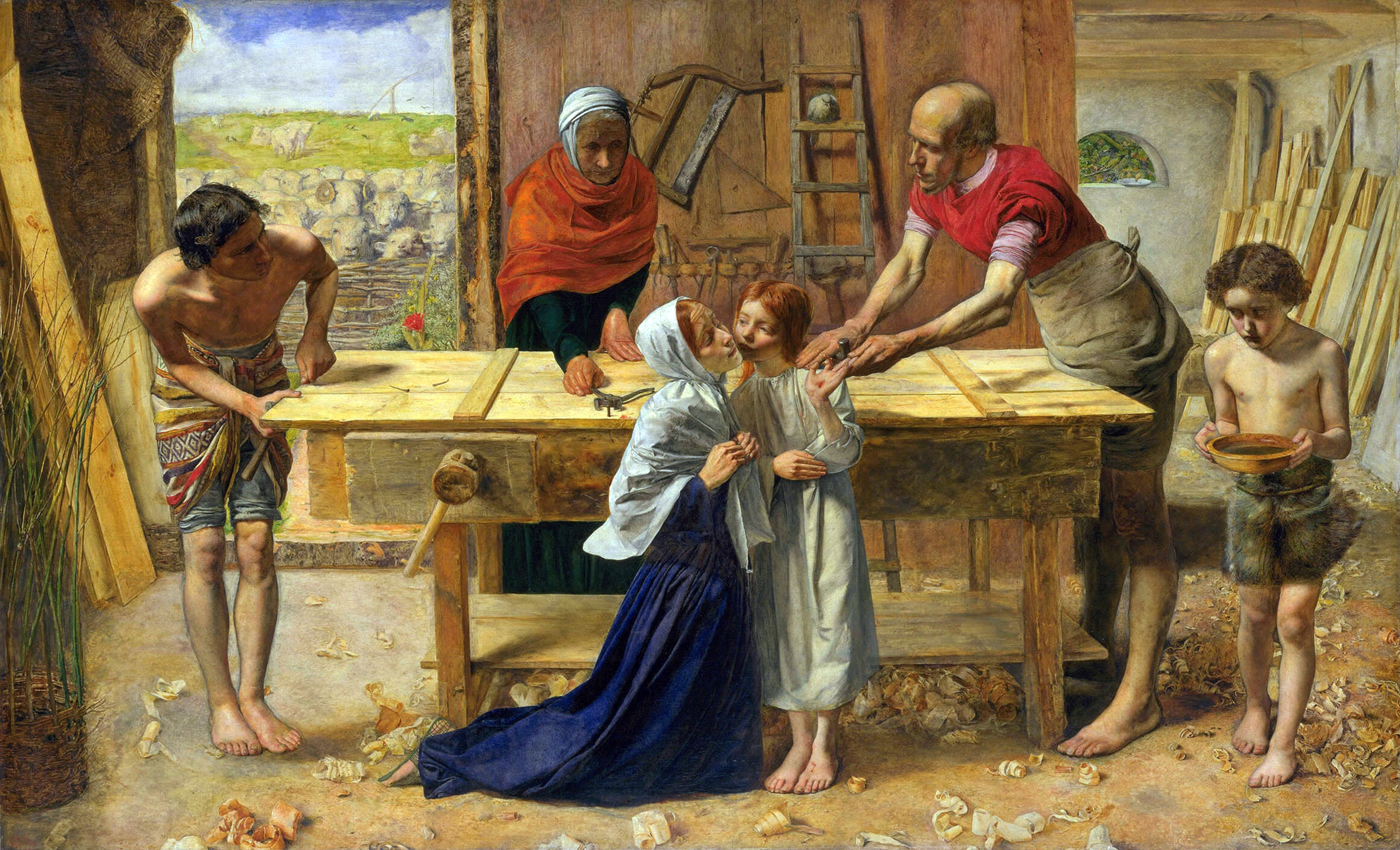
المسيح في منزل زالديه لجون افريت ميلايس، 1854-1860.
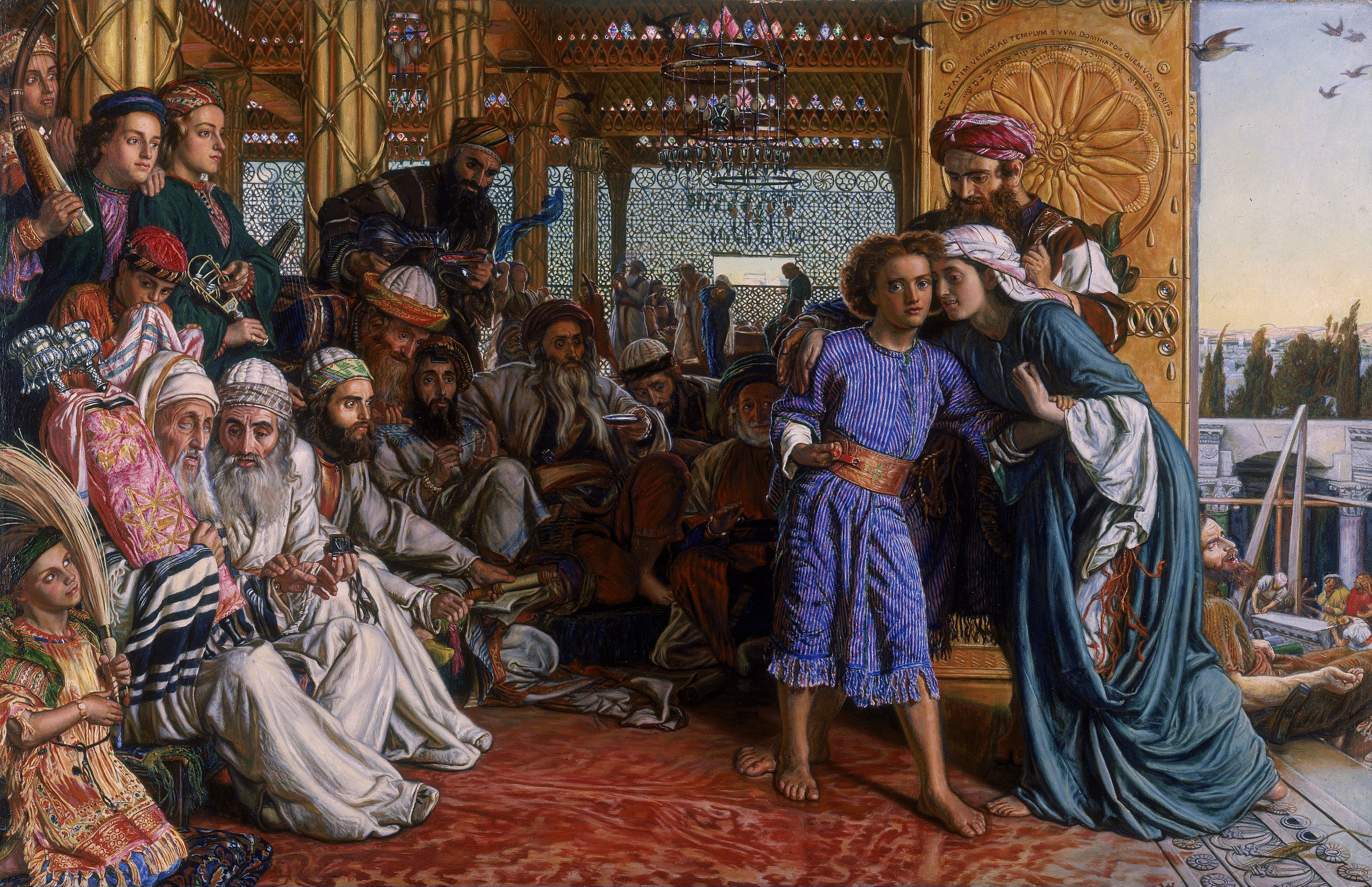
اكتشاف المخلص في المعبد لويليام هولمان هانت، 1854-1860
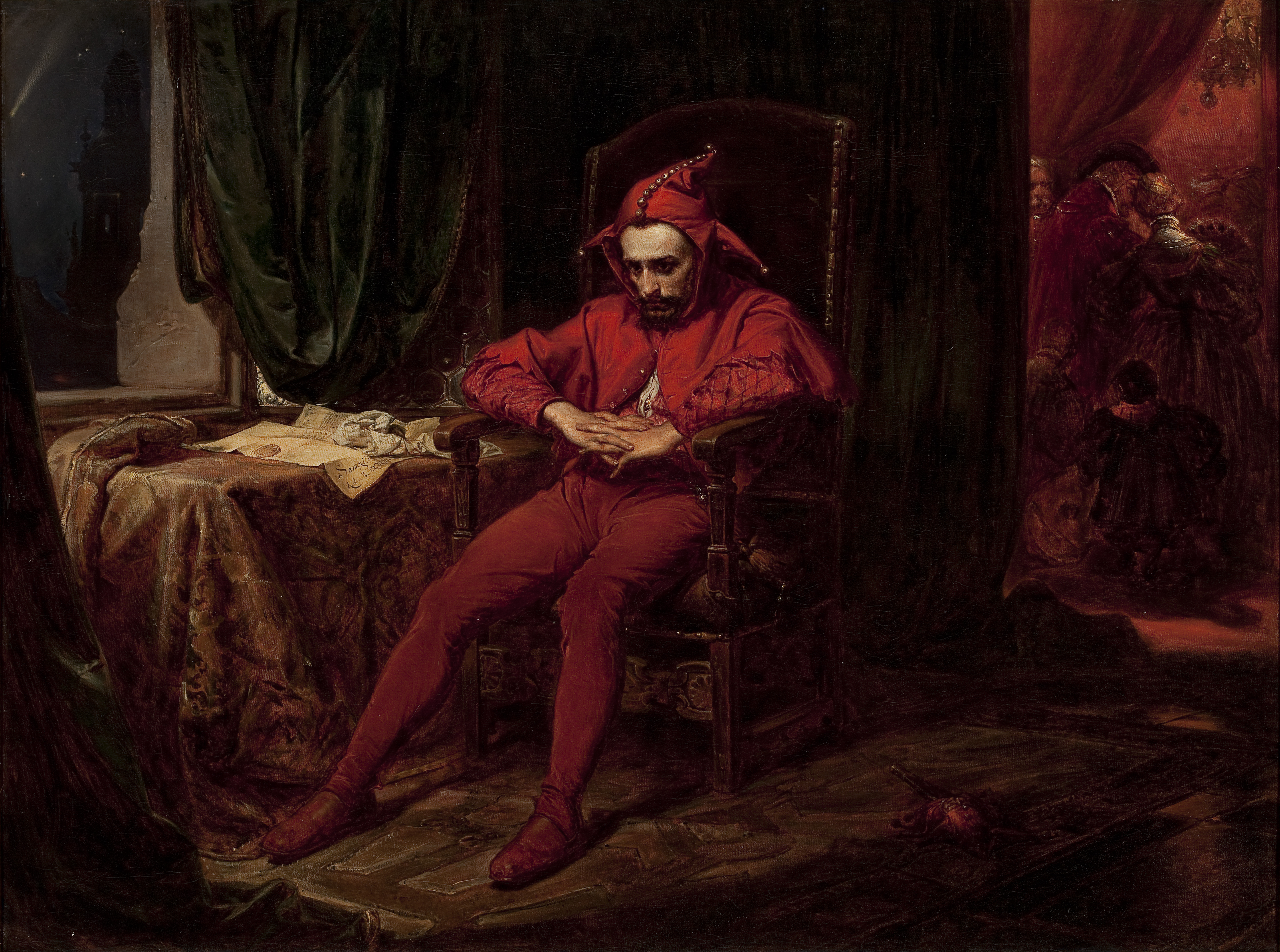
ستانزيك بريشة يان ماتيكو، 1862
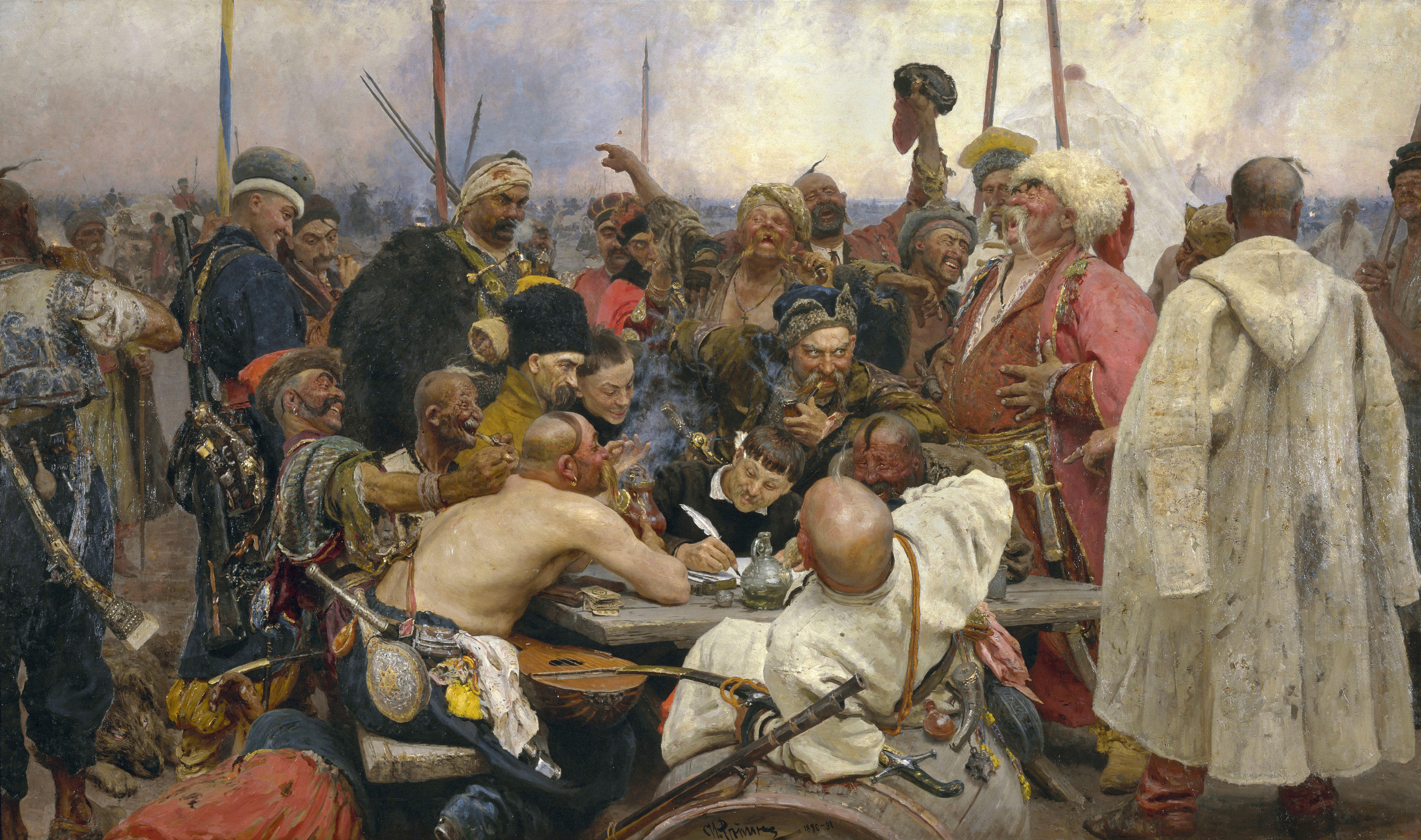
رد القوزاق على السلطان محمد الخامس، لإليا ريبن، 1880-1891، موجودة في المتحف الحكومي في سان بطرسبورغ
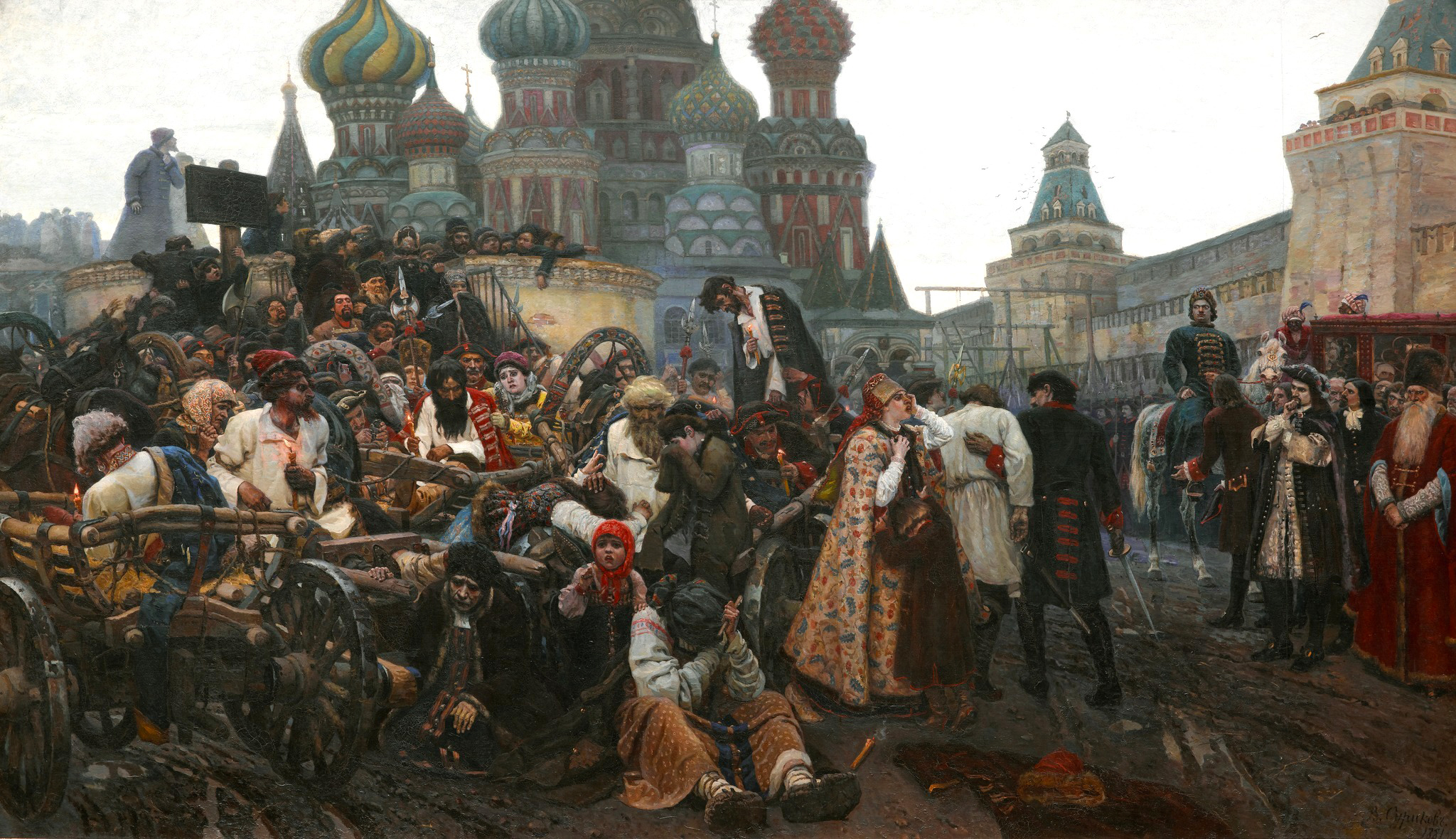
صباح اعدام ستريليسي 1881، موجودة في متحف تريتياكوف في موسكو